# Богдан Кузмановић
Богдан Кузмановић (Београд, 10. март 1962) српски је позоришни, телевизијски и филмски глумац.

## Биографија
Богдан Кузмановић је рођен у Београду 10. марта 1962. године. Глумачку академију уметности завршио је у Новом Саду 1996. године. Поред улога у позоришту остварио је запажене улоге и у телевизијским серијама. Популарност је стекао тумачећи епизодне улоге најчешће мафијаша у телевизијским серијама и филмовима а најпознатији је као Озренов телохранитељ Роки из серије Срећни људи, Срећни људи: Новогодишњи специјал и прве сезоне Беле лађе.

## Филмографија
| Год.       | Назив                                  | Улога                                  |
| ---------- | -------------------------------------- | -------------------------------------- |
| 1980.-те   |                                        |                                        |
| 1988.      | Тесна кожа 3                           | тип 1                                  |
| 1989.      | Бој на Косову                          | Чауш                                   |
| 1989.      | Балкан експрес 2                       | путник                                 |
| 1990.-те   |                                        |                                        |
| 1990-1991. | Бољи живот                             | покераш                                |
| 1991.      | У име закона                           | Кокорајков син                         |
| 1994.      | Голи живот                             | стражар                                |
| 1994.      | Полицајац са Петловог брда (ТВ серија) | Лопов                                  |
| 1995.      | Све ће то народ позлатити              |                                        |
| 1995.      | Крај династије Обреновић               |                                        |
| 1995.      | Отворена врата                         | мафијаш                                |
| 1996.      | Довиђења у Чикагу                      | полицајац                              |
| 1993-1996. | Срећни људи                            | Роки / Полицајац спроводник / Кандидат |
| 1996.      | Срећни људи: Новогодишњи специјал      | Озренов телохранитељ Роки              |
| 1997.      | Горе доле                              | Полицајац/Грађевински радник           |
| 2000.-те   |                                        |                                        |
| 2000.      | А сад адио (филм)                      | мафијаш                                |
| 1998-2001. | Породично благо                        | Језин Бодигард                         |
| 2003.      | Живот је марш                          |                                        |
| 2005.      | Идеалне везе                           | Богдан                                 |
| 2007.      | Бела лађа                              | Роки                                   |
| 2007-2008. | Сељаци (ТВ серија)                     | Др. Жарко                              |
| 2020.      | Швиндлери                              | Ђока Слина                             |